# Shaftesbury Avenue
Shaftesbury Avenue – jedna z głównych ulic w centralnym Londynie (Wielka Brytania). Łączy Piccadilly Circus z New Oxford Street przecinając Charing Cross Road i ma swój początek w Chinatown. Shaftesbury Avenue została zbudowana pod koniec XIX wieku przez architekta George'a Vulliamy'ego i inżyniera Josepha Bazalgette, celem usprawnienia komunikacji w zatłoczonych dzielnicach St. Giles i Soho. Na skrzyżowaniu Shaftesbury Avenue i Charing Cross Road znajduje się Palace Theatre. Na północno-wschodnim końcu ulicy znajduje się kolejny duży teatr – Shaftesbury Theatre.
Ulica została nazwana na cześć Anthony'ego Ashleya-Coopera, 7. Hrabiego Shaftesbury i postrzegana jest jako serce West Endu, londyńskiej dzielnicy teatrów.
Wieczorami uliczni artyści gromadzą się przed bankiem NatWest, gdzie tworzą portrety turystów.